# Lego Ninjago: Film
Lego Ninjago: Film (ang. The Lego Ninjago Movie) – animowany film komediowy z 2017 roku w reżyserii Charliego Beana, Boba Fishera i Paula Fishera. Spin-off filmu Lego:Przygoda. Nawiązuje do serialu Ninjago: Mistrzowie Spinjitzu, lecz przedstawia alternatywną wersję wydarzeń.

## Fabuła
Lloyd – uczeń za dnia, Zielony Ninja nocą – oraz jego przyjaciele stają do walki o NINJAGO® City pod wodzą Mistrza Wu. Odważni wojownicy muszą pokonać nikczemnego Lorda Garmadona, który... jest ojcem Lloyda. W trakcie tej niebezpiecznej misji będą musieli wyzwolić swoją wewnętrzną moc i ocalić miasto.

## Obsada
- Dave Franco – Lloyd Montgomery Garmadon
- Michael Peña – Kai
- Kumail Nanjiani – Jay
- Abbi Jacobson – Nya
- Zach Woods – Zane
- Fred Armisen – Cole
- Jackie Chan – Mistrz Wu
  - Pan Liu
- Justin Theroux – Lord Garmadon

### Wersja polska
- Jakub Wieczorek – Garmadon
- Stefan Knothe – Mistrz Wu
- Laura Breszka – Koko
- Aleksander Sosiński – Lloyd Montgomery Garmadon
- Grzegorz Drojewski – Jay
- Grzegorz Kwiecień – Kai
- Bartosz Martyna – Zane
- Przemysław Stippa – Cole
- Monika Pikuła – Nya
- Filip Chajzer – Filip Chajzer
- Anna Wendzikowska – Anna Wendzikowska

## Odbiór

### Box office
Budżet filmu jest szacowany na 70 milionów dolarów. W Indiach i w Kanadzie film zarobił ponad 59 mln USD. W innych krajach zyski wyniosły ponad 64 mln, a łączny zysk ponad 123 mln dolarów.

### Krytyka w mediach
Film spotkał się z mieszaną reakcją krytyków. W serwisie Rotten Tomatoes 56% z 119 recenzji jest pozytywne, a średnia ocen wyniosła 5.8/10. Na portalu Metacritic średnia ocen z 33 recenzji wyniosła 55 punktów na 100.